# Bréhémont
Bréhémont település Franciaországban, Indre-et-Loire megyében. Lakosainak száma 728 fő (2022. január 1.). Bréhémont Azay-le-Rideau, La Chapelle-aux-Naux, Cheillé, Lignières-de-Touraine, Rigny-Ussé, Rivarennes, Côteaux-sur-Loire és Langeais községekkel határos.

## Népesség
A település népességének változása:
| Lakosok száma | 771  | 678  | 685  | 817  | 782  | 776  | 769  | 750  | 738  | 728  |
|               | 1968 | 1982 | 1990 | 2006 | 2013 | 2015 | 2017 | 2019 | 2020 | 2022 |